# Каррагінан

Молекулярні структури різних типів каррагінана

Каррагіна́н — лінійний біо-полімер, побудований із солей сірчанокислотних ефірів галактози та ангідрогалактози, які з'єднано між собою α(1-3) та β(1-4) зв'язками.

## Каррагінани
Каррагінани являють собою сімейство лінійних сульфатованих полісахаридів, які отримують з червоних морських водоростей. За хімічною природою каррагінани близькі з агароїдами. Ці каррагінани добре розчинні в гарячій воді (температурою 90–95 °С), а після охолодження до температури 40–45 °С формують гелі.
Є кілька різновидів каррагінанів, що використовується в кулінарії і випічці. Залежно від побудови дисахаридних повторюваних частин ланцюгів, розрізняють три основні типи каррагінанів, для позначення яких використовують букви грецького алфавіту.
- Каппа-каррагінан використовується в основному в паніровці і тісті у зв'язку з його желюючими властивостями (формує крихкий гель).
- Лямбда-каррагінан не має гелеутворюючого розмаїття, формує гелі в суміші з білками, а не водою; використовуються для сприяння в'язкості в солодкому тісті, молочних продуктах.
- Йота-каррагінан — еластичний гель, не здатний до синерезису, володіє тиксотропними властивостями (здатен відновлювати свою структуру після її механічного руйнування), — для чого вимагає іонів кальцію.[1]

## Використання
Ці харчові волокна використовуються як харчові добавки (E407). Каррагінани є вегетаріанською і веганською альтернативою желатину.

## Вплив каррагінана на організм людини
Провідні міжнародні організації в галузі охорони здоров'я, такі як Всесвітня організація охорони здоров'я (ВООЗ), Департамент продовольства і медикаментів США, Європейського Союзу, Міністерство охорони здоров'я Канади та інші незалежні міжнародні організації дозволяють використовувати каррагінан у продуктах харчування, оскільки він є абсолютно безпечним для вживання людиною. Це підтверджено вичерпними дослідженнями науковців, проведеними в липні 2014 року. 
Після вичерпного наукового огляду науковцями каррагінанів у липні 2014 року Всесвітня організація охорони здоров'я (ВООЗ) та Комітет експертів з харчових добавок (JECFA) дійшли до висновку, що каррагінан безпечний для використання в молочних сумішах, включаючи суміші для новонароджених дітей з особливими захворюваннями. Більше того, каррагінан є важливим компонентом таких сумішей для немовлят, оскільки є джерелом доступних для дитячого організму есенційних поживних речовин.
Висновки Всесвітньої організації охорони здоров'я (ВООЗ) та Комітету експертів з харчових добавок (JECFA) можна знайти за посиланням: .
Каррагінан має яскраво виражену біологічно активну дію: антикоагуляційну, антивірусну, антиракову та антивиразкову, виводить з організму важкі метали. Каррагінан сертифіковано до використання в Україні та країнах ЄС. Цей природний загущувач використовується в харчовій промисловості вже багато століть. Каррагінан має рослинне походження та є альтернативою желатину, що дозволяє вегетаріанцям вживати його в їжу.

## Отримання
Технологічний процес отримання каррагінанів заснований на їх екстракції гарячою водою з наступним виділенням з розчину.
В індустрії використовують два способи виділення:
- через гелеутворення в середовищі з хлоридом калію для виділення гелеподібних каррагінанів;
- осадженням із спирту при виділенні суміші всіх трьох типів.

Основними джерелами промислового отримання каррагінанів є червоні морські водорості трьох родів:
- Chondrus crispus (ірландський мох), які містять κ- і λ- каррагінани;
- Eucheuma(інші мови), які містять κ- і ι- каррагінани;
- Gigartina(інші мови), які містять κ- і λ- каррагінани;

Для отримання цільових продуктів заданого складу і властивостей звичайно використовують суміші.
У відповідності з міжнародним законодавством каррагінани являють собою очищений екстракт морських водоростей, який має молекулярну масу понад 100 000. У комерційних препарітів молекулярна маса близько 500 000, вміст сульфатних груп — не менше 20 %.